# هایلیگنگرابه
هایلیگنگرابه (به آلمانی: Heiligengrabe) یک شهر در آلمان است که در اوست‌پریگنیتس-روپین واقع شده‌است. هایلیگنگرابه ۵٬۰۴۶ نفر جمعیت دارد.

## خواهرخوانده
شهر فارنباخ خواهرخواندهٔ هایلیگنگرابه هست.